# Sierra de Cazorla
Sierra de Cazorla (aussi appelée Alto Guadalquivir ou Comarca de Cazorla) est une comarque d'Espagne située dans la province de Jaén dans la communauté autonome d'Andalousie.
Une grande partie de son territoire fait partie du parc naturel des sierras de Cazorla, Segura et las Villas. Le Guadalquivir y prend sa source. La commune de Cazorla est traversée par la rivière Cerezuelo.
Le territoire occupe une surface de 1 330,72 km2 pour une population de 34 138 habitants (INE 2007), soit une densité de population de 25,5 hab/km2.

## Communes

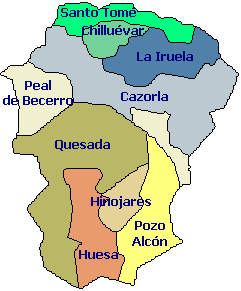
Carte des communes de la comarque de la Sierra de Carzola.

Elle intègre les communes suivantes :
| - Cazorla - Chilluévar - Hinojares - Huesa - La Iruela | - Peal de Becerro - Pozo Alcón - Quesada - Santo Tome |

## Économie
L'économie de la région repose sur :
- Le tourisme rural autour de Cazorla grâce au parc naturel des sierras de Cazorla, Segura et las Villas.
- L'agriculture particulièrement la culture de l'olivier et dans les vallées fluviales la culture maraîchère (asperges).